# Tudorel Postolache
Tudorel Tudorache Postolache (n. 20 noiembrie 1932, Focșani - d. 16 februarie 2020, București) a fost un economist român, membru titular al Academiei Române.

## Biografie
A fost un economist specializat în programe de dezvoltare (n. 20.11.1932, Focșani, Vrancea). A efectuat studii generale la Școala Nr.4 și secundare la Liceul Comercial din Focșani. Licențiat al Institutului de Economie Națională și doctor în științe economice la Universitatea de Stat din Moscova. Cadru didactic în învățământul superior: asistent, lector, conferențiar la Academia de Studii Economice și Academia de Studii Social-Politice din București (1995-1980), profesor la ASE, Facultatea de Economie Generală și Facultatea de Comerț, conducător științific de doctorat ASE și Institutul Național de Cercetări Economice al Academiei Române (din 1981). Director general, cu grad de ministru secretar de stat, al Institutului Național de Cercetări Economic (1990-1991), președintele Comisiei pentru elaborarea Strategiei realizării economiei de piață în România (1990) și coautor al Strategiei de aderare a României la Uniunea Europeană (2000), secretar de stat, reprezentant permanent și plenipotențiar al României în Marele Ducat de Luxemburg (din 12 februarie 1992). 
A desfășurat o activitate universitară prodigioasă - peste 30 de generații de studenți în economie. O notă aparte constituind-o seminariile speciale de la Facultatea de Economie Generală (1959-1968) și cursurile Restructurări în economia politică (1980)- analiza în peste 30 de articole și comentarii- prima lucrare de abordare globală a stării actuale a economiei politice. Lucrări la care contribuie, în calitate de coautor și coordonator științific: volumul II din Tratatul de Economie Contemporană, cartea I-1987, cartea a II-a-1989. Economia României în secolul XX (1990, coautor și coordonator)- lucrare căreia i-au fost dedicate peste 200 de articole și comentarii. Dintre dezbaterile economice de anvergură se remarcă: Tendințe și orientări în cercetarea economiei și a calității vieții- organizată de Consiliul științific al Institutului Național de Cercetări Economice în 1991; Funcționarea economiilor naționale contemporane –organizată de Colegiul de redacție al II din Tratatul de Economie Contemporană în 1984- 1988; ciclul Probleme teoretice și practice ale tranziției la economia de piață în 1990, organizat de Comisia pentru elaborarea strategiei înfăptuirii economiei de piață în România și Institutul Național de Cercetări Economice; ciclul de dezbateri organizat pe problemele strategiei naționale de pregătire a aderării României la metodologia cercetării științifice la Secția ESAPT a Facultății de Comerț (1981-1991). 
Principalele domenii abordate în lucrările științifice: crize și cicluri în economia mondială, restructurări în știința economică, tranziția la economia de piață, tipologia economiilor naționale etc. Rezultatele activității universitare și de cercetare științifică le finalizează în peste 120 de titluri-cărți, studii și comunicări de autor sau în colaborare. Inițiază și coordonează ample dezbateri economice la scară națională, având peste 300 de contribuții personale, în general de ordin metodologic, reținute în diverse publicații; prezintă comunicări științifice la reuniuni internaționale (Roma, Paris, Moscova, Praga, Budapesta, Tokyo, Viena, Madrid, Luxemburg, Bruxelles. Dintre lucrările publicate: Considerații metodologice privind sistemul național al științei economice (1985), în volumul dedicat Centenarului Academiei Române; Structura economiilor naționale – suită de opt comunicări și intervenții în Probleme economice (1969 -1970); Ciclurile lungi și perspectivele economiei mondiale în viitorul sfert de secol (1971); Ciclul secular și etapele capitalismului (1973); Tipologia economiilor naționale (1977) - în volumul publicat la Tokyo de Congresul Mondial al Economiștilor, comunicare pe baza lucrărilor Laboratorului de Economie Mondială; Uniunea Europeană (1995). Membru fondator al Asociației Române pentru Clubul de la Roma, membru de onoare al Executive Club Luxembourg, membru în Comitetul de Patronaj al Centrului de Studii și Documentare România –Luxemburg, membru în Comitetul Național Român pentru Deceniul Mondial al Dezvoltării Culturale; directorul revistei Analele Institutului Național de Cercetări Economice, membru în colegiul de redacție al Revue Roumaine des Sciences Sociales; comunicări și referate la sesiunile Academiei Române, al cărei membru corespondent este din 1974 și membru titular din 1990.

## Distincții
- Ordinul Muncii clasa a III-a (10 iulie 1965) „pentru merite deosebite în realizarea sarcinilor prevăzute în Directivele celui de al III-lea Congres al Partidului Muncitoresc Român”[2]